# Società Podistica Lazio 1905-1906
Questa voce raccoglie le informazioni riguardanti la Società Podistica Lazio nelle competizioni ufficiali della stagione 1905-1906.

## Stagione
Nel 1906 la Lazio ebbe a disposizione il campo di Piazza di Siena. L'8 gennaio 1906 i giornali riportarono che la società biancoceleste avrebbe effettuato i propri allenamenti a Piazza d'Armi il giovedì e la domenica. Non sono noti i risultati degli incontri che la Lazio disputa con le altre squadre romane. Una partita fu svolta il 27 febbraio 1906 tra Lazio e Roman, ma sulla Gazzetta dello Sport non se ne ha riscontro, mentre del Messaggero mancano le edizioni dei giorni successivi. La Lazio possiede una squadra titolare, una riserve, una giovanile e due di allievi.
Molte amichevoli furono giocate dai biancocelesti contro i seminaristi di alcuni collegi inglesi, scozzesi e irlandesi. Tali incontri, di cui di uno con un risultato di 11-0 a favore dei seminaristi scozzesi, finivano invariabilmente con la vittoria dei futuri sacerdoti, molto più evoluti tatticamente e tecnicamente. Queste sconfitte, però, consentirono alla Lazio di imparare molto dal punto di vista calcistico e presto il divario andò progressivamente scemando. Solo nell'estate del 1906, su iniziativa laziale, si pensò di organizzare per il 1907 il primo campionato cittadino riconosciuto dalla Federazione Italiana Foot-ball (F.I.F.).

## Divise
L'uniforme è una maglia a quarti bianchi e celesti con calzoncini e calzettoni neri.

## Organigramma societario
Area direttiva
- Presidente: Fortunato Ballerini

Area tecnica
- Allenatore: Sante Ancherani

## Rosa
| N. |                   | Ruolo | Calciatore          |
| -- | ----------------- | ----- | ------------------- |
|    | Italia (bandiera) | P     | Carlo Volpi         |
|    | Italia (bandiera) | D     | Tito Masini         |
|    | Italia (bandiera) | D     | Carlo Onori         |
|    | Italia (bandiera) | C     | Pier Luigi Andreoli |
|    | Italia (bandiera) | C     | Giuseppe D'Amico    |
|    | Italia (bandiera) | C     | Guido Mariotti      |

| N. |                   | Ruolo | Calciatore          |
| -- | ----------------- | ----- | ------------------- |
|    | Italia (bandiera) | C     | Prospero Omodei     |
|    | Italia (bandiera) | C     | Fernando Pellegrini |
|    | Italia (bandiera) | A     | Sante Ancherani     |
|    | Italia (bandiera) | A     | Rodolfo De Mori     |
|    | Malta (bandiera)  | A     | Silvio Mizzi        |
|    | Italia (bandiera) | A     | Ugo Novelli         |

## Calciomercato
| Acquisti | Acquisti | Acquisti | Acquisti |
| R.       | Nome     | da       | Modalità |
| -------- | -------- | -------- | -------- |

| Cessioni | Cessioni | Cessioni | Cessioni |
| R.       | Nome     | a        | Modalità |
| -------- | -------- | -------- | -------- |